# Тиса (партия)
Партия «Тиса» (венг. Tisza Párt; полное официальное название — Партия уважения и свободы, (Tisztelet és Szabadság Párt) — венгерская оппозиционная правоцентристская политическая партия. Основана в декабре 2020 года. Партию возглавляет Петер Мадьяр.
Партия создана перед парламентскими выборами 2022 года, однако участия в них не принимала.

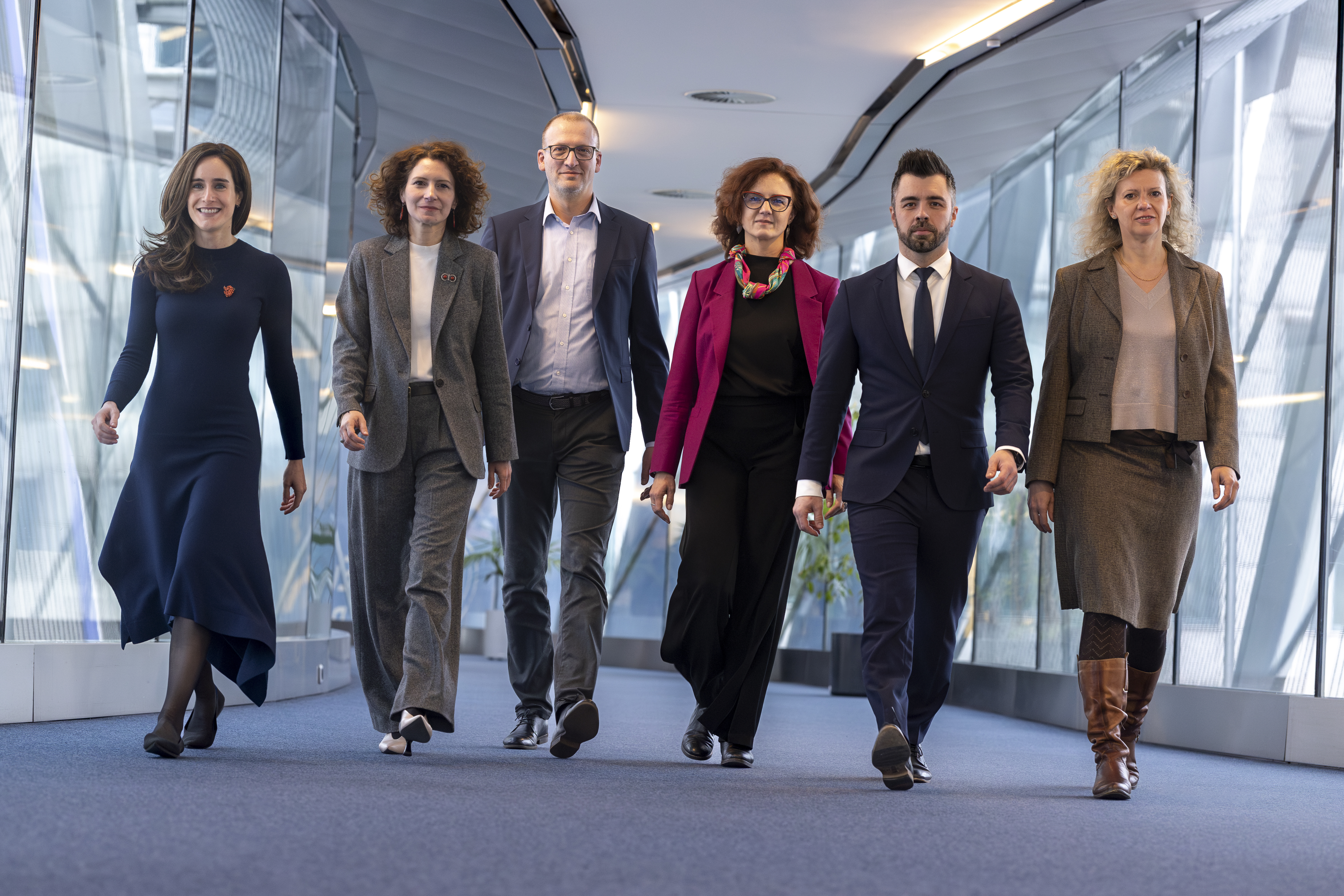
Делегация партии в Европейском парламенте: Дора Давид, Эстер Лакош, Тарр, Золтан, Габриэлла Герженьи, Куля, Андраш, Кинга Коллар

В 2024 году к партии присоединился Петер Мадьяр, бывший член правящей партии «Фидес» и бывший муж Юдит Варги («Фидес»). Произошло это на фоне скандала, связанного с решением президента Каталин Новак («Фидес») о помиловании мужчины, осуждённого по делу о сексуальном насилии в детдоме, и последовавшей отставки Каталин Новак и депутата Европейского парламента, бывшего министра юстиции Юдит Варги.
На выборах 9 июня 2024 года в Генеральное собрание Будапешта Петер Мадьяр возглавил список, партия получила 10 из 33 мандатов. Петер Мадьяр отказался от мандата.
На выборах 9 июня 2024 года Петер Мадьяр возглавил список, партия получила 7 из 21 мандатов Венгрии в Европейском парламенте. Депутаты, избранные в Европейский парламент, вошли в группу Европейская народная партия.
22 июля 2024 года Петер Мадьяр избран председателем партии.